# Vũ Huyệt
Vũ Huyệt (tiếng Trung: 武穴; bính âm: Wǔxué shì) trước đây là huyện Quảng Tế (广济县), là một thành phố cấp huyện thuộc địa cấp thị Hoàng Cương, tỉnh Hồ Bắc, Trung Quốc.

### Nhai đạo
- Vũ Huyết (武穴街道)
- San Hà (刊江街道)
- Điền Trấn (田镇街道)
- Vạn Trượng Hồ (万丈湖街道)

### Trấn
| - Hải Xuyên (梅川镇) - Dư Xuyên (余川镇) - Hoa Kiều (花桥镇) - Thạch Phật Tự (石佛寺镇) | - Đại Kim (大金镇) - Ba Vọng (四望镇) - Đại Pháp Tự (大法寺镇) - Long Bình (龙坪镇) |